# Salix sichotensis
Salix sichotensis är en videväxtart som beskrevs av S.S. Kharkevich och I.B. Vyshin. Salix sichotensis ingår i släktet viden, och familjen videväxter. Inga underarter finns listade i Catalogue of Life.